# 横森美奈子
横森 美奈子（よこもり みなこ、1949年〈昭和24年〉 - ）は、日本のファッションデザイナー。東京都出身。

## 略歴
東京都生まれ。
桑沢デザイン研究所（リビングデザイン科、グラフィックデザイン専攻）卒業後、1970年にファッションブランド「BIGI」（ビギ）のニットデザイナーとして入社（嘱託）。1972年よりBIGI社「MELROSE」のチーフデザイナー、1986年より渋谷西武百貨店「SEED PROTO」ディレクター、1985年よりBIGI社「HALFMOON」のチーフデザイナー、1993年より「BARBICHE」チーフデザイナー等を歴任した。
2001年より（株）ワールド “smart pink” ブランド・ディレクターや、（株）マガジンハウス “anan” のライセンシーデザイン・ディレクター、2006年から（株）ナガイレーベンにて“CARE CREW”（介護ユニフォーム）企画デザインを手掛けている。
2007年には、「横森美奈子のNEW利休BAG展」を開催し、第16回（2008年）桑沢賞デザイン・オブ・ザ・イヤーを受賞した。
2013年よりテレビショッピング国内業界最大手のジュピターショップチャンネルにて、「ミナコ★ヨコモリ」オリジナルブランドを展開。小物もプラスしたトータルコーディネートを提案している。『着やせマジック！』の著者であり、着こなしや着やせのアイデアレッスンを番組内でも行っている。
53歳で「着物」に目覚め、リユースきものを中心としたコーディネート提案を開始。2015年に「きものYOKOMORI流スタイル」（主婦の友社）を刊行。2018年6月には「横森美奈子のきものコーデ帖（かしこく愉しむリユース着物活用術）」（亜紀書房）を刊行している。
1994年から（株）エフエム東京の番組放送審議会委員、2013年から番組審議会委員長。
音楽家・坂本龍一は母方の再従兄弟にあたる。